# Porsche Tennis Grand Prix 2012
Porsche Tennis Grand Prix 2012 — тенісний турнір, що проходив на закритих кортах з ґрунтовим покриттям. Це був 35-й за ліком Porsche Tennis Grand Prix. Належав до категорії Premier у рамках Туру WTA 2012. Відбувся на Porsche Arena в Штутгарті (Німеччина). Тривав з 23 до 29 квітня 2012.

## Учасниці основної сітки в одиночному розряді

### Сіяні учасниці
| Країна    | Гравчиня           | Рейтинг1 | Сіяна |
| --------- | ------------------ | -------- | ----- |
| Білорусь  | Вікторія Азаренко  | 1        | 1     |
| Росія     | Марія Шарапова     | 2        | 2     |
| Чехія     | Петра Квітова      | 3        | 3     |
| Польща    | Агнешка Радванська | 4        | 4     |
| Австралія | Саманта Стосур     | 5        | 5     |
| Данія     | Каролін Возняцкі   | 6        | 6     |
| Франція   | Маріон Бартолі     | 7        | 7     |
| КНР       | Лі На              | 8        | 8     |

- 1 Рейтинг подано станом на 16 квітня 2012

### Інші учасниці
Нижче наведено учасниць, які отримали вайлд-кард на участь в основній сітці:
- Крістіна Барруа
- Мона Бартель

Нижче наведено гравчинь, які пробились в основну сітку через стадію кваліфікації:
- Грета Арн
- Івета Бенешова
- Анна Чакветадзе
- Алізе Корне

Такі тенісистки потрапили в основну сітку як щасливий лузер:
- Акгуль Аманмурадова
- Катерина Бондаренко

### Відмовились від участі
- Даніела Гантухова
- Сабіне Лісіцкі
- Флавія Пеннетта (травма зап'ястка)
- Віра Звонарьова

### Знялись
- Алізе Корне (травма правого плеча)
- Єлена Янкович (травма поперекового відділу хребта)
- Андреа Петкович (травма правого гомілковостопного суглоба)

## Учасниці основної сітки в парному розряді

### Сіяні пари
| Країна | Гравчиня       | Країна   | Гравчиня            | Рейтинг1 | Сіяна |
| ------ | -------------- | -------- | ------------------- | -------- | ----- |
| Чехія  | Квета Пешке    | Словенія | Катарина Среботнік  | 7        | 1     |
| Індія  | Саня Мірза     | Італія   | Флавія Пеннетта     | 24       | 2     |
| КНР    | Пен Шуай       | Росія    | Олена Весніна       | 45       | 3     |
| ПАР    | Наталі Грандін | Чехія    | Владіміра Угліржова | 45       | 4     |
| Чехія  | Івета Бенешова | Чехія    | Барбора Стрицова    | 52       | 5     |

- 1 Рейтинг подано станом на 16 квітня 2012

### Інші учасниці
Нижче наведено пари, які отримали вайлдкард на участь в основній сітці:
- Мона Бартель /  Татьяна Малек
- Анджелік Кербер /  Андреа Петкович
- Франческа Ск'явоне /  Роберта Вінчі

Наведені нижче пари отримали місце як заміна:
- Чжань Хаоцін /  Фудзівара Ріка

### Відмовились від участі
- Флавія Пеннетта (травма зап'ястка)

### Знялись
- Паола Суарес (травма поперекового відділу хребта)

## Переможниці та фіналістки

### Одиночний розряд
- Марія Шарапова —  Вікторія Азаренко,  6–1, 6–4
- Для Шарапової це був 1-й титул за рік і 25-й — за кар'єру.

### Парний розряд
- Івета Бенешова /  Барбора Стрицова —  Юлія Гергес /  Анна-Лена Гренефельд, 6–4, 7–5